# Johann Ernst Greverus
Johann Ernst Greverus (* 24. Oktober 1807 in Oldenburg; † 19. Mai 1871 in Eutin) war ein deutscher Verwaltungsjurist und 1871 kurzzeitig Regierungspräsident des Fürstentums Lübeck, einer Exklave des Großherzogtums Oldenburg.

## Leben
Greverus wurde als Sohn des Auktionsverwalters Ernst Christoph Greverus (1750–1819) und der Johanne Gesine Wilhelmine geb. von Harten (1765–1829) geboren. Er besuchte das Gymnasium in Oldenburg und studierte von 1826 bis 1829 Rechtswissenschaften an den Universitäten Göttingen und Heidelberg. Nach Ablegung der Eingangsprüfung für den oldenburgischen Staatsdienst wurde er 1831 Amtsverwalter in Birkenfeld und 1837 Assessor bei der Regierung des Fürstentums Birkenfeld, das als Exklave zum Großherzogtum Oldenburg gehörte. Zwei Jahre danach wurde er zum Amtmann in Birkenfeld ernannt und im Juli 1846 im gleichen Rang nach Oldenburg versetzt. Nach Ausbruch der Revolution wurde er im April 1848 als persönlicher Kommissar des Großherzogs August I. mit ausgedehnten Vollmachten wiederum nach Birkenfeld gesandt, um im Falle ernster Unruhen die Verwaltung des Fürstentums zu übernehmen. Sein Eingreifen erwies sich jedoch nicht als notwendig, und er konnte schon nach kurzer Zeit nach Oldenburg zurückkehren. Im Mai 1848 wurde er Mitglied der vom Großherzog eingesetzten Verfassungskommission, die den Entwurf eines Staatsgrundgesetzes ausarbeitete, der dem Landesparlament als Beratungsgrundlage diente. Als Abgeordneter des konstituierenden Landtags war Greverus 1848/49 am Zustandekommen der Verfassung beteiligt. Als Mitglied der 1851 von der Regierung eingesetzten Kommission arbeitete er auch an der Revision der Verfassung mit. Im September 1853 wurde er zum Amtmann von Schwartau ernannt und 1865 zum Oberamtmann befördert. Von 1860 bis 1866 war er wiederum Mitglied des Oldenburgischen Landtags. Kurz vor seinem Tode wurde er am 26. März 1871 zum Vorsitzenden der Regierung des Fürstentums Lübeck mit dem Titel Regierungsdirektor (Regierungspräsident) ernannt. Am 1. Mai übernahm Greverus das Amt von seinem Vorgänger Anton Barnstedt, der in Pension ging. Das Fürstentum war 1803 mit der Säkularisation des Hochstiftes Lübeck entstanden und gehörte in Personalunion zum Herrschaftsbereich der Herzöge/Großherzöge von Oldenburg. Es lag als Exklave an der nördlichen Grenze zur Reichsstadt Lübeck und dehnte sich nördlich aus. Nach seinem Tod wurde Carl Franz Nikolaus Bucholtz Greverus' Nachfolger im Amt.

## Familie
Greverus heiratete am 6. September 1839 Clara Theodore geb. Fischer (1815–1899), der Tochter des Birkenfelder Regierungspräsidenten Laurenz Hannibal Fischer (1784–1867). Der Ehe entstammten zwei Töchter und vier Söhne.

## Auszeichnungen
- Allgemeines Ehrenzeichen 1. Klasse mit der goldenen Krone (1857)